# دولا بسان
دولا بسان هي قرية في مقاطعة أرومية، إيران. عدد سكان هذه القرية هو 158 في سنة 2006.